# Johan Dalgas Frisch
Johan Dalgas Frisch (San Paolo, 12 luglio 1930 – San Paolo, 22 giugno 2024) è stato un compositore, ingegnere, ornitologo e ambientalista brasiliano.

## Biografia
Johan Dalgas Frisch nacque a San Paolo il 12 luglio 1930, dagli immigrati danesi Svend Frisch ed Ellen Margareth Dalgas Frisch, trasferitisi in Brasile nel 1927. Suo nonno materno fu l'italiano Enrico Dalgas, un ingegnere che si trasferì in Danimarca, tra i pionieri dell'ambientalismo.
Fin dalla tenera età osservò gli uccelli locali e il loro comportamento, un interesse incoraggiato da suo padre: Svend Frisch fu infatti un artista, conosciuto soprattutto per le sue illustrazioni con uccelli.
Nel 1950 si iscrisse all'Università Presbiteriana Mackenzie di San Paolo; dopo aver completato gli studi in ingegneria nel 1955, fu assunto in una fabbrica specializzata nella costruzione di linee elettriche. Nel 1958 si recò per lavoro in Scozia, dove ebbe modo di conoscere diversi ornitologi europei.
Al ritorno in Brasile, iniziò a registrare i canti degli uccelli, inizialmente utilizzando un imbuto di cartone, per poi realizzare un apparecchio parabolico per lo stesso scopo. 
Nel 1962 pubblicò alcune delle sue registrazioni su un album, Canto das Aves do Brasil, che per 18 settimane consecutive fu il disco più venduto in Brasile. Ebbe successo anche all'estero, persino in Gran Bretagna e negli USA. L'anno seguente egli fece uscire il suo secondo album, intitolato Vozes da Amazônia. Un terzo disco, Sinfonia do Natal, contenente celebri canzoni natalizie intervallate da versi di uccelli, vide la luce nel 1974.
Nel 1964 diede alle stampe il libro Aves Brasileiras, di cui fu coautore insieme a suo padre Svend. Nello stesso anno iniziò una campagna per creare un parco nazionale nei Monti Tumucumaque, che ebbe successo quando il presidente Artur da Costa e Silva firmò un decreto per proteggere l'area (che divenne poi il Parco nazionale di Tumucumaque nel 2002).
Dal 1976 si dedicò soprattutto all'attività di ingegnere. Nel 1981 fu tra i fondatori di un'organizzazione volta alla salvaguardia della fauna selvatica e fissando la celebrazione della "Giornata nazionale dell'uccello" ogni 5 ottobre. 
Nel 1992 ricevette il titolo di cittadino onorario del Texas per aver salvato un falco pellegrino.
Dalgas Frisch morì a San Paolo il 22 giugno 2024 all'età di 93 anni, dopo aver sofferto nei suoi ultimi mesi di cattive condizioni di salute.